# 内藤初穂
内藤 初穂（ないとう はつほ、1921年1月3日 - 2011年10月20日）は、日本のノンフィクション作家。大日本帝国海軍技術大尉。父内藤濯は仏文学者で『星の王子さま』の初訳者で著名。

## 略歴
- 東京生まれ。
- 東京の府立高等学校を卒業。
- 東京帝国大学工学部船舶工学科卒業。
- 海軍航空技術廠科学部勤務。
- 岩波書店編集部、会社経営を経て作家に。
- 2005年、第9回海洋文学大賞特別賞を受賞。
- 2006年、『星の王子の影とかたちと』で日本エッセイストクラブ賞受賞。
- 2011年10月20日、胃がんのため神奈川県鎌倉市の病院で死去。90歳没[1]。

## 逸話
- 吉村昭が『戦艦武蔵』を執筆時に世話になったため、『星の王子の影とかたちと』には吉村の推薦帯文がついている。

## 著書
- 『海軍技術戦記』（図書出版社、1976年）
- 『機密兵器奮竜』（図書出版社、1979年）
- 『つきとあそぼう』（絵・谷内こうた、至光社、1980年）
- 『桜花 非情の特攻兵器』（文藝春秋、1982年／中公文庫、1999年）
- 『狂気の海 太平洋の女王浅間丸の生涯』（中央公論社、1983年）
  - 『太平洋の女王浅間丸』（中公文庫、1998年）
- 『軍艦総長 平賀譲』（文藝春秋、1987年／中公文庫、1999年）
- 『トーマス・B・グラバー始末 明治建国の洋商』（アテネ書房、2001年）
- 『星の王子の影とかたちと』（筑摩書房、2006年）
- 『戦艦大和へのレクイエム 大艦巨砲の技術を顧みる』（グラフ社、2008年）

## 編・訳
- リチャード・カーリントン『失われた動物』真城正明共訳（図書出版社、1978年）
- 内藤濯『星の王子パリ日記』（グラフ社、1984年）
- 『平賀譲遺稿集』（出版協同社、1985年）